# Bob et Mike Bryan

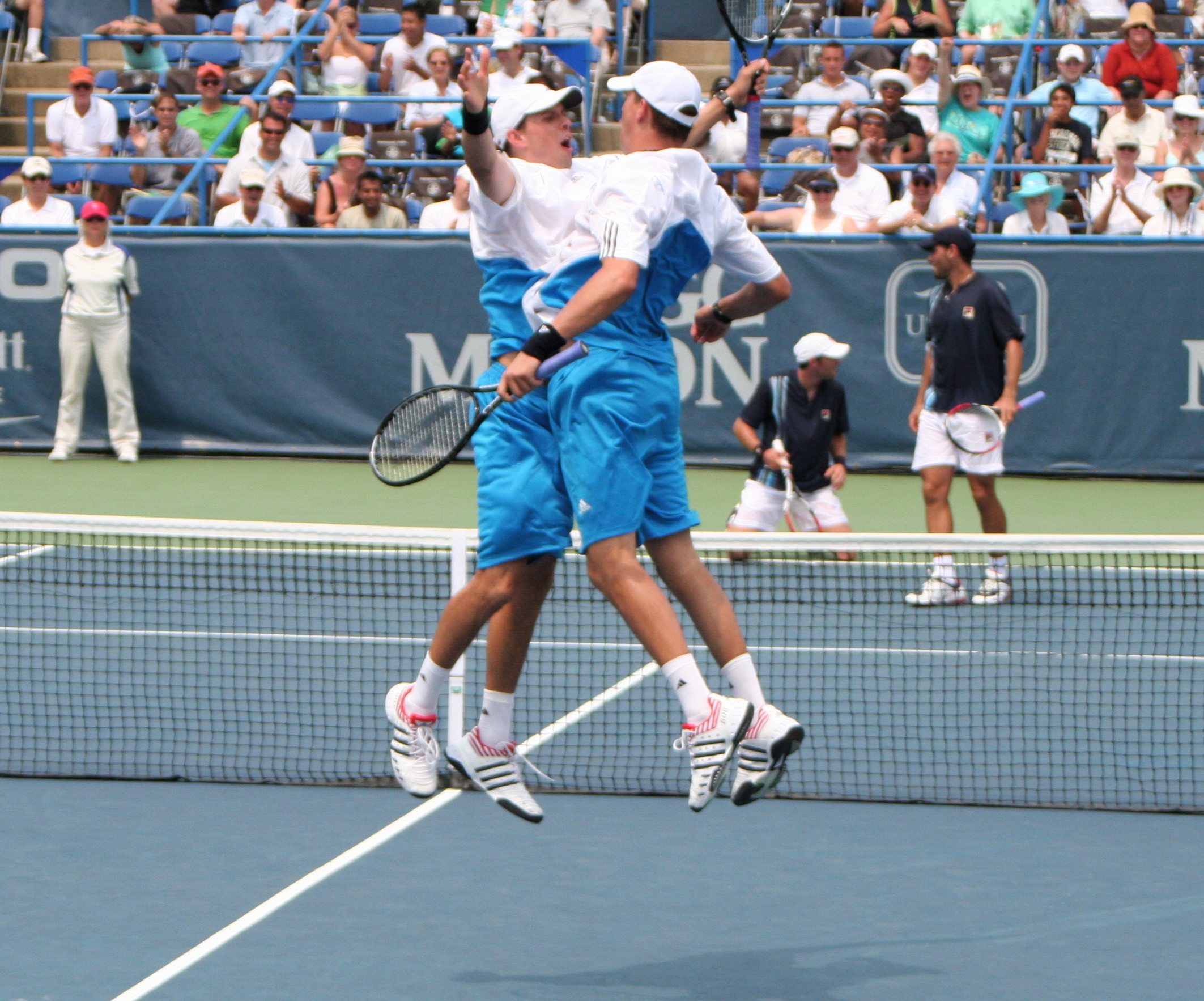
Les frères Bryan ont une manière singulière de célébrer leurs points.

Les frères Bryan, nés le 29 avril 1978 à Camarillo, sont des frères jumeaux monozygotes prénommés Robert « Bob » Charles et Michael « Mike » Carl. Professionnels de 1998 à 2020, ils forment la meilleure paire de tennis de l'ère Open.
Ils ont occupé ensemble la première place en double au classement ATP durant un total record de 438 semaines dont 139 semaines consécutives entre février 2013 et octobre 2015, ce qui constitue également un record dans cette discipline. Ils ont terminé l'année premiers au classement ATP à 10 reprises (en 2003, de 2005 à 2007 et de 2009 à 2014) et ont été sacrés 11 fois champions du monde.
Bob et Mike se distinguent notamment par leur jeu d'attaque. Leur succès est souvent attribué à leur complémentarité : Bob est gaucher, Mike est droitier. Ils sont entraînés par David Macpherson entre 2005 et 2016. 
Les jumeaux font partie de l'équipe des États-Unis de Coupe Davis, et ont gagné 24 matches en double sur les 29 disputés.

## Biographie
Bob et Mike Bryan sont nés le 29 avril 1978. Leur père Wayne Bryan a été quarterback à la Hawthorne High School puis capitaine de l'équipe de tennis de l'université de Santa Barbara. Leur mère Kathy Bryan, née Blake (née en 1946), a été classée n°11 américaine en simple dans les années 1960 et n°2 en double. En 1966, elle a joué le match le plus long de l'époque en nombre de jeux (62), battant la Mexicaine Elena Subirats 12-10, 6-8, 14-12. Elle a participé à quatre reprises au tournoi de Wimbledon, atteignant les quarts de finale du double mixte en 1965 avec Gene Scott et le 3e tour en simple en 1967. Ils sont ensuite devenus professeurs de tennis et propriétaires du Cabrillo Racquet Club à Camarillo. Durant leur jeune carrière, leurs parents leur avaient interdit de jouer l'un contre l'autre. Ils devaient déclarer forfait à tour de rôle lorsque l'occasion se présentait.
Bob et Mike gagnent leur premier tournoi à l'âge de 6 ans (dans la catégorie 10 ans et moins). À l'âge de 10 ans, ils ont déjà remporté plus de 200 trophées simple et double confondus.
Ils ont été diplômés du lycée Rio Mesa à Oxnard en Californie en 1996.
Les frères sont passionnés de musique et forment un groupe. Mike est à la batterie (et occasionnellement à la guitare), Bob est au clavier et leur père chante et joue de la guitare. Le groupe a joué à de nombreux événements comme celui organisé par l'ATP à Central Park avant l'US Open de 1995.

## Carrière

### Junior et universitaire
Les frères Bryan ont été champions des États-Unis en double dans les catégories 14 ans (1991 et 1992), 16 ans (1994) et 18 ans (1995). En 1995, ils gagnent le tournoi junior de Ojai Valley en Californie, en catégorie 18 ans. En 1996, ils sont de nouveau champions des États-Unis de double junior catégorie 18 ans, réalisant le premier doublé depuis 30 ans.
Ils commencent leur carrière sur le circuit ITF Junior en 1994. Ils ont remporté les championnats junior de l'USTA à deux reprises, ainsi que l'US Open en 1996, en battant en finale l'Italien Daniele Bracciali et le Canadien Jocelyn Robichaud (5-7, 6-3, 6-4). Cette même année, ils obtiennent des bourses pour l'université Stanford où ils jouent de 1996 à 1998, aidant l'équipe à gagner les titres NCAA 1997 et 1998 (contre Gullet Kelly et Robert Lindstedt de Pepperdine). Ils deviennent ainsi la première équipe de frères à remporter cette compétition depuis Bob et Tom Falkenburg de l'USC en 1946.
En 1999, ils remportent la médaille de bronze du double masculin aux Jeux panaméricains à Winnipeg, où ils représentaient les États-Unis pour la première fois en tant que professionnels.

### Dates clés
1995 : Les frères Bryan font leurs débuts dans un tournoi ATP à l'US Open à seulement 17 ans. Ils perdent au premier tour.
1999 : Ils atteignent leur première finale à Orlando, ainsi que les quarts de finale à Indian Wells et Key Biscayne.
2000 : Ils remportent leur premier match en Grand Chelem et se hissent en quarts de finale de l'US Open.
2001 : Ils remportent quatre titres et atteignent les demi-finales à Wimbledon. Ils sont numéro 7 à l'ATP.
2002 : Ils gagnent leur premier Masters 1000 à Toronto et atteignent les demi-finales à Wimbledon et l'US Open.
2003 : Ils gagnent Roland-Garros. Ils gagnent 5 titres pour la deuxième année consécutive. Ils deviennent les frères les plus couronnés de succès de l'histoire. Ils deviennent no 1 mondiaux pour la première fois en septembre et font leurs débuts en Coupe Davis.
2004 : Ils remportent 7 tournois. Ils participent aux Jeux olympiques d'Athènes et perdent en quarts de finale.
2005 : Ils atteignent les finales des quatre tournois du Grand Chelem, ils en perdent trois. Ils remportent le deuxième tournoi du Grand Chelem de leur carrière à l'US Open.
2006 : Ils remportent l'Open d'Australie et Wimbledon.
2007 : Les frères remportent 11 titres dont l'Open d'Australie ainsi que de nombreux Masters 1000 et la Coupe Davis.
2008 : Ils remportent leur premier titre de la saison aux Masters de Miami. Ils participent aux Jeux olympiques de Pékin et remportent la médaille de bronze.
2009 : Ils deviennent la paire américaine qui a gagné le plus de matches en Coupe Davis.
2010 : En décrochant leur 62e titre, les frères Bryan battent le record de la paire australienne des Woodies qui détiennent 61 titres.
2011 : Ils remportent leur 19e titre en Masters 1000 et leur 10e titre du Grand Chelem. 
2012 : Ils remportent leur 20e titre en Masters 1000 et leur 80e titre. Ils remportent l'US Open et surpassent les Woodies qui avaient porté le record de titres du Grand Chelem gagnés à 11. Ils participent aux Jeux olympiques de Londres et glanent la médaille d'or.  
2013 : Ils remportent les trois premiers tournois du Grand Chelem de l'année mais chutent à l'US Open.  
2014 : Ils remportent l'US Open pour la 5e fois, ce qui porte le nombre de leurs victoires en Grand Chelem à 16.
2016 : Ils remportent le tournoi de Rome, leur 36e titres en Masters 1000.
2018 : Au tournoi BNP Paribas Open à Indian Wells, ils atteignent pour la première fois la finale d'un tournoi d'importance depuis mai 2018 mais ils sont battus. Dans la foulée,  ils remportent le Miami Open puis le tournoi de Monte-Carlo. Après leur abandon en finale du tournoi de Madrid, on ne les reverra plus jouer ensemble de la saison. 
2019 : Ils remportent leur 39e Masters 1000 au tournoi de Miami puis leur 1100e victoire au tournoi de Cincinnati. 
2020 : Pour leur dernière année sur le circuit, ils remportent leur 6e titre à Delray Beach. C'est la 20e année consécutive qu'ils gagnent au moins un titre. 
2020 :  Le 27 août 2020, ils annoncent la fin de leur carrière dans une interview au New York Times.

## Leur palmarès en quelques chiffres
| Type de compétition      | Nombre de victoires |
| ------------------------ | ------------------- |
| Titres gagnés en double  | 119                 |
| Finales jouées en double | 178                 |
| Titres du Grand Chelem   | 16                  |
| Titres au Masters        | 4                   |
| Titres en Masters 1000   | 39                  |

## Leurs records
En août 2019, ils gagnent le millième match de leur carrière en battant Jérémy Chardy et Fabrice Martin au 1er tour du tournoi de Cincinnati. Ce record succède à leur triomphe au tournoi de Wimbledon 2013, où ils sont devenus la première paire de double de l'ère Open à remporter quatre titres du Grand Chelem consécutivement sur deux années. Ils sont également la seule paire de l'histoire à avoir gagné tous les titres majeurs, à savoir les quatre tournois du Grand Chelem, l'or olympique, les 9 Masters 1000, le Masters et la Coupe Davis.
Les deux frères ont remporté ensemble 119 titres, ce qui les place devant Les Woodies, et ont été finalistes 59 autres fois. Ils ont remporté 16 titres du Grand Chelem. Ce nombre inclut leurs victoires à l'Open d'Australie (2006, 2007, 2009, 2010, 2011 et 2013), Roland-Garros (2003 et 2013), Wimbledon (2006, 2011, 2013) et l'US Open (2005, 2008, 2010, 2012, et 2014). Ils ont glané la médaille d'or aux Jeux olympiques de 2012 et la médaille de bronze aux Jeux olympiques de Pékin en 2008. Ils ont gagné la Coupe Davis en 2007, avec Andy Roddick et James Blake. Entre 2005 et 2006, ils se hissent en finale de 7 tournois consécutifs du Grand Chelem.

## Récompenses
- Les frères ont été élus meilleure paire de double de la décennie 2000.
- ATP Award Équipe de double de l'année en 2003, de 2005 à 2007 et de 2009 à 2014 (10 fois).
- ATP Award Prix humanitaire de l'année en 2015.
- ATP Award Équipe de double préférée des fans atpworldtour.com de 2005 à 2017 (13 fois).